# Ферендат (сатрап Египта IV века до н. э.)
Ферендат (др.-перс. Farnadāta) — персидский сатрап Египта в IV веке до н. э.

## Биография
В 343 году до н. э. царь Артаксеркс III смог силой восстановить власть персов в несколькими десятками лет ранее отпавшем от державы Ахеменидов Египте. Его сатрапом был назначен Ферендат. Однако в стране не прекращались направленные против захватчиков смуты и волнения, с которыми, по замечанию Дандамаева М. А., Ферендат справиться не смог. Об этом, в частности, свидетельствуют записи некоего знатного египтянина Петосориса из Гермополя.
Античные исторические источники не сообщают о дальнейшей судьбе Ферендата. По предположению Брешиани Э., между 338 и 336 годами до н. э. власть в стране захватил Хабабаш, который, возможно, был нубийским князем, связанным с южным Египтом.